# 悪魔のカード
悪魔のカード（あくまのカード、Devil Card）とは、スウェーデンのビーバン･クリスチーナによって記され、東京スポーツ新聞社より1974年に発行された書籍で、占いカードデッキ一式が同梱されている。

## 概要
表紙のイラストはグアッツォ「悪行要論」の挿絵の一場面。表紙に『悪魔の力で100%近い的中率』というコピーが記載されているが、実際にはタロットの大アルカナ22枚をゴエティア、レメゲトンなどで挙げられている悪魔に置き換え「大悪魔のカード」、同じく小アルカナ56枚を伝統的な魔術的シンボルに置き換え「小悪魔」と言い換えたタロットカードの一種である。
なお、このカードには上記の占いに用いるカードの他、「悪魔封じのカード」が添付されており、「悪魔からの霊障」を避けるため、使用後はカードの上に乗せて保管せよ」と注意されている。2011年現在絶版となっているが逆にそれがカルト的な希少性を産み、復刊ドットコムなどではしばしば話題に上る。また、古本市場においては定価を上回るプレミアム価格で取引されることも多い。

## 構成
上記の通り、22枚の大悪魔と56枚の小悪魔及び「魔封じ」の全79枚から成る。ただし、タロットの「0：愚者」に相当するエキンムには22番が充てられている。
また、小悪魔のカードは箒、魔女、塔、車輪という4つのスートから成り、それぞれタロットの小アルカナの各スートに対応する。ただしタロットと異なり「コートカード」は存在せず、ペイジは11、ナイトは12、クイーンは13、キングは14という数字で表される。

## 大悪魔のカード
1. バエル
2. アガレス
3. ベレス
4. アシェマ
5. ブエル
6. シトリー
7. マルコシアス
8. オセ
9. アルー
10. アスタロト
11. ガル
12. ボティス
13. アンドラス
14. ラバルトゥ
15. リリトゥ
16. アザゼル
17. エリガス
18. グール
19. ムルバス
20. ドルバス
21. ルシフェル
22. エキンム

## 小悪魔のカード
- 塔1〜14
- 車輪1〜14
- 箒1〜14
- 魔女1〜14

## 占い方
原理的にはタロット占いに近似。ただし、第一に、大悪魔カードと小悪魔カードは「絶対に混ぜ合わせて使ってはならず」1つの占法の中で別々のパイルとして別々にスプレッドされる。これは厳格な掟として強調され、全ての占法に一貫する。第二に、それらの占い方として挙げられているスプレッドは、既存のタロット占法に類似するものがなく、かなり奇異なものである。第三に瑣末なことだが占い方全てに「悪魔の〜」と名前が付く。